# Cwi Elimelech Szapiro
Cwi Elimelech Szapiro z Błażowej, zwany Tzvi Latzaddik (ur. 1841 – zm. 9 kwietnia 1924 w Rzeszowie), rabin, cadyk, wnuk Cwi Elimelecha z Dynowa. 

## Życiorys
Był rabinem i cadykiem w Rybotyczach, a potem w Błażowej od 1900 do 1914 roku. Od wybuchu I wojny światowej przebywał w Budapeszcie. Po zakończeniu wojny powrócił do Polski. Założył dom modlitwy w Rzeszowie, przy ul. Kopernika. Zmarł w Rzeszowie.
Potomstwo: syn Jozue.
Elimelech Cwi jest autorem pracy „Cwi le-Caddik”.

## Literatura
- Der Bluzhover Rebbe. store.chassidus.com. [zarchiwizowane z tego adresu (2006-09-03)].
- Tzvi Latzaddik - Reb Tzvi Elimelech Shapiro of Bluzhov. store.chassidus.com. [zarchiwizowane z tego adresu (2006-08-29)].
- Brzęk-Piszczowa R. "Błażowa niegdyś i dziś", Rzeszów, rok 1978